# Malaysische Badmintonmeisterschaft 2015
Die Malaysische Badmintonmeisterschaft 2015 fand bereits vom 27. bis zum 30. Dezember 2014 in Kuala Terengganu als Maybank Malaysia Grand Prix Finals statt.

## Sieger und Platzierte
| Disziplin    | Gold                                       | Silber                      | Bronze                        |
| ------------ | ------------------------------------------ | --------------------------- | ----------------------------- |
| Herreneinzel | Zulfadli Zulkiffli                         | Lim Chi Wing                | Iskandar Zulkarnain Zainuddin |
| Herreneinzel | Zulfadli Zulkiffli                         | Lim Chi Wing                | Daren Liew                    |
| Dameneinzel  | Yang Li Lian                               | Lee Ying Ying               | Lim Yin Fun                   |
| Dameneinzel  | Yang Li Lian                               | Lee Ying Ying               | Ho Yen Mei                    |
| Herrendoppel | Mak Hee Chun Tan Bin Shen                  | Tan Wee Gieen Teo Ee Yi     | Goh V Shem Tan Wee Kiong      |
| Herrendoppel | Mak Hee Chun Tan Bin Shen                  | Tan Wee Gieen Teo Ee Yi     | Low Juan Shen Ong Yew Sin     |
| Damendoppel  | Amelia Alicia Anscelly Soong Fie Cho       | Chow Mei Kuan Lee Meng Yean | Peck Yen Wei Yap Zhen         |
| Damendoppel  | Amelia Alicia Anscelly Soong Fie Cho       | Chow Mei Kuan Lee Meng Yean | Joyce Choong Yap Cheng Wen    |
| Mixed        | Mohd Lutfi Zaim Abdul Khalid Soong Fie Cho | Tan Aik Quan Lai Pei Jing   | Tan Wee Gieen Peck Yen Wei    |
| Mixed        | Mohd Lutfi Zaim Abdul Khalid Soong Fie Cho | Tan Aik Quan Lai Pei Jing   | Wong Fai Yin Chow Mei Kuan    |